# Jack Haley
John Joseph Haley Jr. (n. 10 august 1898, Boston, Massachusetts, SUA – d. 6 iunie 1979, Los Angeles, California, SUA) a fost un actor, comedian, dansator, prezentator radio, cântăreț și vodevilist american. Acesta este cunoscut pentru rolul Omului de tinichea⁠(d), respectiv a fermierului Hickory în filmul Vrăjitorul din Oz din 1939 al companiei Metro-Goldwyn-Mayer.

## Biografie
Haley s-a născut pe 10 august 1897 din părinți canadieni de origine irlandeză, John Joseph Haley Sr. și Ellen Curley Haley. Tatăl său a fost ospătar de meserie, iar mai târziu administrator de navă. A murit pe goeleta Charles A. Briggs la Nahant, Massachusetts la 1 februarie 1898, când Jack avea aproape șase luni. Haley avea un frate mai mare, William Anthony „Bill” Haley, un muzician care a încetat din viață de pneumonie în 1916 la vârsta de 21 e ani, după ce s-a îmbolnăvit de tuberculoză.

## Cariera
Haley a intrat în atenția publicului amator de vodevil în calitate de comic. Unul dintre cei mai apropiați prieteni ai săi a fost Fred Allen⁠(d). La începutul anilor 1930, acesta a jucat în scurtmetraje de comedie pentru Vitaphone⁠(d) în Brooklyn, New York. Expresiile binevoitoare ale feței i-au adus roluri secundare în filme muzicale precum Poor Little Rich Girl⁠(d) (împreună cu Shirley Temple), Higher and Higher⁠(d) (împreună cu Frank Sinatra) și Alexander's Ragtime Band⁠(d). Atât Poor Little Rich Girl, cât și Alexander's Ragtime Band au fost lansate de Twentieth Century-Fox. În baza unui contract încheiat cu aceștia, Haley a apărut în filmele Rebecca of Sunnybrook Farm⁠(d) și Pigskin Parade⁠(d) (prima apariție împreună cu Judy Garland). Acesta a găzduit o emisiune radio din 1937 până în 1939 intitulată The Jack Haley Show. Primul sezon (1937-1938) a fost sponsorizat de Log Cabin Syrup⁠(d) și a fost cunoscut sub numele de The Log Cabin Jamboree. În sezonul următor (1938-1939), spectacolul a fost sponsorizat de Wonder Bread⁠(d) și a fost cunoscut sub numele de The Wonder Show. În timpul celui de-al doilea sezon,  Gale Gordon⁠(d) și Lucille Ball au devenit invitații obișnuiți ai emisiunii radio.
Haley a revenit la filmele muzical în anii 1940. Și-a petrecut o mare parte din carieră sub contract la RKO Radio Pictures. A părăsit studioul în 1947, când a refuzat să apară într-un remake al filmului Seven Keys to Baldpate. Phillip Terry a preluat rolul. Ulterior, a intrat în domeniul imobiliar, fiind invitat în seriale de televiziune pe parcursul următoarelor două decenii.

### Vrăjitorul din Oz
Metro-Goldwyn-Mayer l-a angajat pe Haley pentru rolul Omul de Tinichea în Vrăjitorul din Oz, după ce comicul Buddy Ebsen, care primise rolul înaintea sa, a suferit o reacție alergică severă după ce a inhalat pudra de aluminiu din machiajul argintiu al feței și a dezvoltat o afecțiune bronhică congenitală. Praful inhalat de Ebsen i-a îngreunat respirația și a fost nevoit să renunțe la rol. În cazul lui Haley nu s-a mai folosit aceeași procedură, utilizându-se pastă în loc de praf. Totuși, aceasta i-a provocat o infecție oculară care l-a ținut departe de platourile de filmare timp de patru zile. Haley a fost supus unui tratament chirurgical pentru a evita posibilele complicații. De asemenea, acesta l-a interpretat pe Hickory Twicker, unul dintre ajutoarele angajate la ferma mătușii Em și a unchiului Henry.
Haley nu rememora cu drag momentele din timpul filmărilor. Intervievat despre Vrăjitorul din Oz ani mai târziu de Tom Snyder⁠(d), acesta povestea cum mulți fani credeau că realizarea filmului a fost o experiență amuzantă. Haley le atrăgea mereu atenția: „A fost pe naiba. Am muncit!”. În rolul Omului de tinichea⁠(d), Haley a vorbit pe un ton blând, același pe care îl folosea când le citea copiilor săi povești înainte de culcare. Oz a fost unul dintre cele ouă filme pe care acesta le-a făcut pentru MGM, celălalt fiind Pick a Star⁠(d), o producție Hal Roach din 1937.